# حد كتلة توف

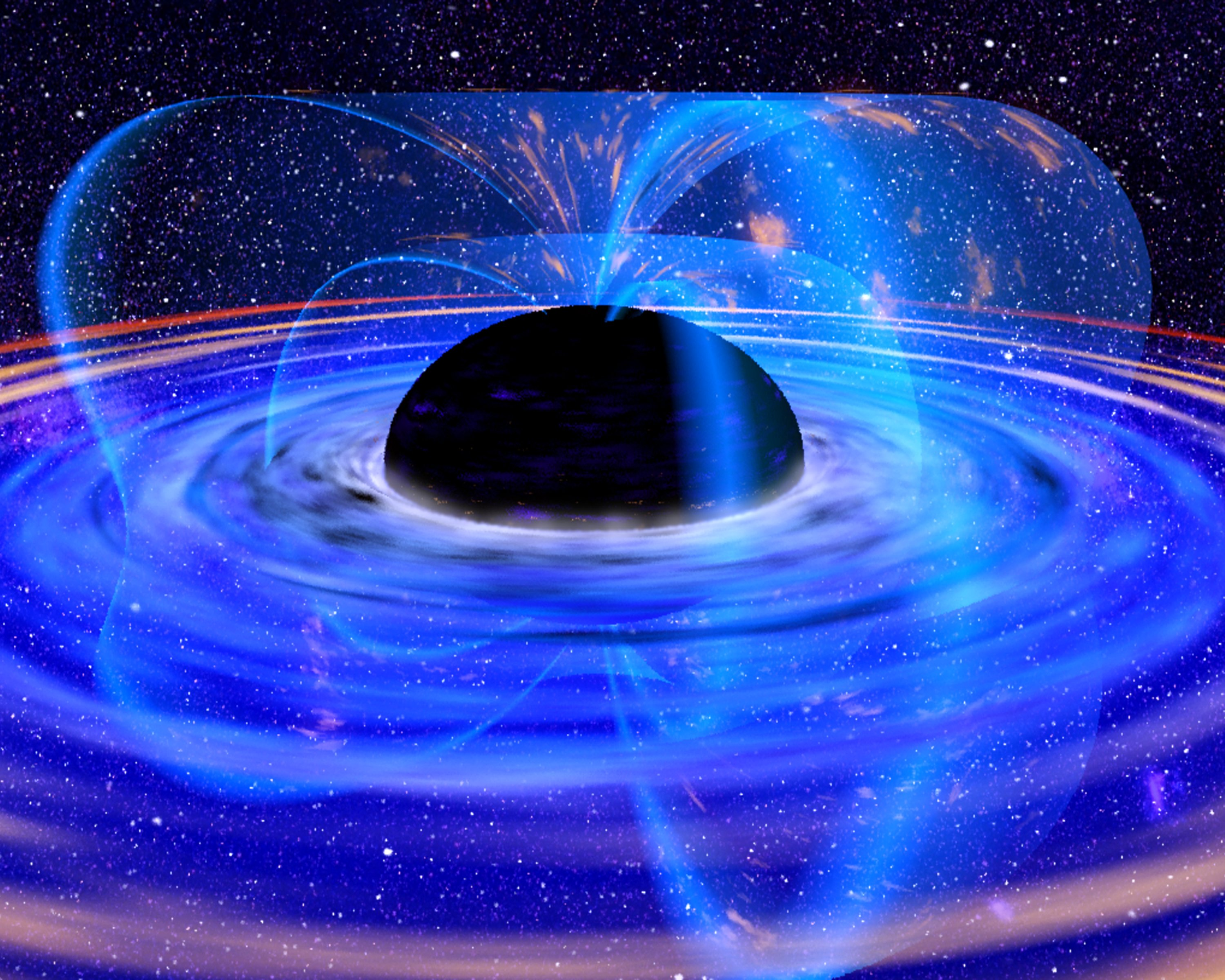

حد توف أو حد كتلة توف في الفلك (بالإنجليزية : Tolman-Oppenheimer-Volkoff-Grenze أو TOV) هي أكبر كتلة لنجم يتكون من مادة نيوترونية منفطرة تنتج نجما نيوترونيا. وهي تماثل حد كتلة شاندراسيخار التي تحدد الكتلة القصوى لتكوّن قزم أبيض.
عينت تلك الكتلة أول مرة عام 1939 من العالمين روبرت أوبنهايمر وجورج فولهوف على أساس حسابات ريشارد تولمان. وقد اعتبر كل من أوبنهايمر وفولهوف أن النيوترونات في نجم نيوتروني يكونون في هيئة غاز فيرمي بارد ومنفطر. ونتج عن تلك الحسابات حدا أقصى للكتلة قدره 7و0 كتلة شمسية.
,
ولكن البحوث التي أجريت بعد ذلك بينت أن الحد يقع بين 5و1 و 2و3 كتلة شمسية.
وكان السبب في هذا التناقض أن معادلة حالة المادة في حالة هدرونات كثيفة لم تكن معروفة جيدا في ذلك الوقت.
عندما تكون كتلة لنجم أقل من هذا الحد يكون ثقل النجم محكوما بتآثر النيوترون-نيوترون القصير والذي تحددها القوة الشديدة وضغط الانفطار للنيوترونات. وعندما تزيد كتلة النجم عن حد حد كتلة توف يتقلص الجرم حتى يصبح ثقبا أسودا، أو في حالة توازن عن طريق ضغط انفطار الكواركات فيصبح نجما كواركيا.
ونظرا لكون مواصفات هذا الانفطار الافتراضي لمادة الكواركات لم تدرس وتفهم بالكامل بعد مثلما في حالة مادة النيوترونات، فيعتبر معظم الفلكيين -بسبب عدم إثبات وجود ما ينفي ذلك - أن النجوم النيوترونية تتقلص مباشرة إلى ثقب أسود إذا تعدت كتلتها حد كتلة توف.